# Acroneuria hainana
Acroneuria hainana és una espècie d'insecte plecòpter pertanyent a la família dels pèrlids.